# KLM Open 2012
De 20ste editie van de KLM Open vond plaats van 6 tot 9 september 2012 op de Hilversumsche Golf Club. Titelverdediger was de Engelsman Simon Dyson. Het prijzengeld bedroeg € 1.800.000.

## Uitslagen
| Naam                      | Score R1 | Score R1 | Nr   | Score R2 | Score R2 | Totaal | Nr  | Score R3 | Score R3 | Totaal | Nr  | Score R4 | Score R4 | Totaal | Nr  |
| ------------------------- | -------- | -------- | ---- | -------- | -------- | ------ | --- | -------- | -------- | ------ | --- | -------- | -------- | ------ | --- |
| Peter Hanson              | 66       | -4       | T5   | 66       | -4       | -8     | T3  | 67       | -3       | -11    | 5   | 67       | -3       | -14    | 1   |
| Pablo Larrazábal          | 69       | -1       | T41  | 65       | -5       | -6     | T5  | 64       | -6       | -12    | T1  | 70       | par      | -12    | T2  |
| Richie Ramsay             | 71       | +1       | T77  | 66       | -4       | -3     | T21 | 64       | -6       | -9     | T6  | 67       | -3       | -12    | T2  |
| Scott Jamieson            | 68       | -2       | T20  | 64       | -6       | -8     | T3  | 66       | -6       | -12    | T1  | 71       | +1       | -11    | 4   |
| Graeme Storm              | 63       | -7       | 1    | 66       | -4       | -11    | 1   | 69       | -1       | -12    | T1  | 73       | +3       | -9     | T5  |
| Gonzalo Fernández-Castaño | 67       | -3       | T11  | 65       | -5       | -8     | T3  | 66       | -4       | -12    | T1  | 73       | +3       | -9     | T5  |
| Nicolas Colsaerts         | 70       | par      | T50  | 65       | -5       | -5     | T7  | 67       | -3       | -8     | T8  | 70       | par      | -8     | T8  |
| Martin Kaymer             | 65       | -5       | T2   | 71       | +1       | -4     | T12 | 68       | -2       | -6     | T13 | 71       | +1       | -5     | T21 |
| Richard Kind              | 67       | -3       | T11  | 69       | -1       | -4     | T12 | 71       | +1       | -3     | T31 | 68       | -2       | -5     | T21 |
| Jamie Donaldson           | 70       | par      | T50  | 67       | -3       | -3     | T21 | 70       | par      | -3     | T31 | 68       | -2       | -5     | T21 |
| Fabrizio Zanotti          | 65       | -5       | T2   | 74       | +4       | -1     | T39 | 71       | +1       | par    | T52 | 65       | -5       | -5     | T21 |
| Raphaël Jacquelin         | 65       | -5       | T2   | 70       | par      | -5     | T7  | 71       | +1       | -4     | T21 | 70       | par      | -4     | T26 |
| Maarten Lafeber           | 70       | par      | T50  | 69       | -1       | -1     | T39 | 72       | +2       | +1     | T60 | 67       | -3       | -2     | T37 |
| Daan Huizing (Am)         | 72       | +2       | T105 | 68       | -2       | par    | T57 | 68       | -2       | -2     | T40 | 72       | +2       | par    | T46 |
| Robert-Jan Derksen        | 70       | par      | T50  | 69       | -1       | -1     | T39 | 68       | -2       | -3     | T31 | 74       | +4       | +1     | T54 |

| Leider |  | Toernooirecord |  | MC = missed cut = cut gemist |  | DQ = disqualified |

## Spelers
| - Felipe Aguilar - Thomas Aiken - Fredrik Andersson Hed - Matthew Baldwin - Rich Beem - Wil Besseling - Richard Bland - Grégory Bourdy - Gary Boyd - Markus Brier - Michael Campbell - Jorge Campillo - Alejandro Cañizares - Paul Casey - Alex Cejka - Darren Clarke - Robert Coles - SSP Chowrasia - Federico Colombo - Nicolas Colsaerts - Rhys Davies - Carlos Del Moral - Daniel Denison - Robert-Jan Derksen - Andrew Dodt - Jamie Donaldson - Bradley Dredge - David Drysdale - Victor Dubuisson - Simon Dyson - Johan Edfors - Jamie Elson - Niclas Fasth - Gonzalo Fz Castaño - Darren Fichardt - Richard Finch - Oliver Fisher - Ross Fisher - Tommy Fleetwood | - Oscar Florén - Mark Foster - Marcus Fraser - Stephen Gallacher - Ignacio Garrido - Richard Green - Lorenzo Gagli - Jean-Baptiste Gonnet - Ricardo González - Tano Goya - Emiliano Grillo - Alex Haindl - Todd Hamilton - Anders Hansen - Peter Hanson - Grégory Havret - Benjamin Hebert - Peter Hedblom - Keith Horne - David Horsey - David Howell - Sam Hutsby - Raphaël Jacquelin - Thongchai Jaidee - Scott Jamieson - Miguel Ángel Jiménez (1994) - Richard S Johnson - Michael Jonzon - Martin Kaymer (2010) - Simon Khan - James Kingston - Søren Kjeldsen - Joakim Lagergren - José Manuel Lara - Peter Lawrie - Craig Lee - Thomas Levet - Tom Lewis - Sam Little - Shane Lowry | - Joost Luiten - Matteo Manassero - Gareth Maybin - Richard McEvoy - Paul McGinley - Damien McGrane - Shaun Micheel - Francesco Molinari - Colin Montgomerie - James Morrison - Jamie Moul - Garth Mulroy - George Murray - Christian Nilsson - Thorbjørn Olesen - Gary Orr - Adrian Otaegui - Hennie Otto - Andrea Pavan - Phillip Price - Julien Quesne - Richie Ramsay - Taco Remkes - Robert Rock - Brett Rumford - Ricardo Santos - Reinier Saxton - Jeev Milkha Singh - Joel Sjöholm - Tim Sluiter - Henrik Stenson - Richard Sterne - Graeme Storm - Andy Sullivan - Tjaart Van der Walt - Jaco Van Zyl - Paul Waring - Marc Warren - Romain Wattel - Steve Webster | - Mike Weir - Peter Whiteford - Bernd Wiesberger - Danny Willett - Chris Wood - Fabrizio Zanotti - Matthew Zions Voormalige winnaars - David Lynn (2004) - Maarten Lafeber (2003) - Sven Strüver (1997) - José María Olazabal (1989) Invitaties - Jin Jeong - Dylan Frittelli - Shiv Kapur - Pablo Larrazábal - Oliver Wilson - Stephen Dodd - Robert Karlsson - Jochen Lupprian Nationale Order of Merit - Floris de Haas - Richard Kind - Sven Maurits - Fernand Osther - Taco Remkes - Robin Swane - Guido van der Valk - Inder van Weerelt Amateurs - Joe Dean, winnaar Int. Jeugd Open - Rowin Caron, winnaar Brabants Open - Max Albertus - Daan Huizing - Robin Kind - Robbie van West |

- PGA Holland Order of Merit